# Chorizanthe clevelandii
Chorizanthe clevelandii Parry – gatunek rośliny z rodziny rdestowatych (Polygonaceae Juss.). Występuje naturalnie w południowo-zachodnich Stanach Zjednoczonych – w Kalifornii. 

## Morfologia
PokrójRoślina jednoroczna dorastająca do 2–10 cm wysokości. Pędy są owłosione.
LiścieBlaszka liściowa liści odziomkowych ma odwrotnie lancetowaty kształt. Mierzy 5–15 mm długości oraz 3–6 mm szerokości. Ogonek liściowy jest owłosiony i osiąga 1–2 mm długości.
KwiatyZebrane w wierzchotki jednoramienne, rozwijają się na szczytach pędów. Okwiat ma obły kształt i biało-zielonkawą barwę, mierzy do 2–3 mm długości.
OwoceNiełupki o kulistym kształcie, osiągają 2–3 mm długości.

## Biologia i ekologia
Rośnie w lasach sosnowych, zaroślach, na łąkach oraz terenach skalistych. Występuje na wysokości od 500 do 2000 m n.p.m. Kwitnie od maja od września.